# Amat
Amat – imię męskie pochodzenia łacińskiego. Wywodzi się od łacińskiej nazwy rodowej (Amatus), która z kolei dosłownie oznacza "ukochany, drogi, kochany".
Żeński odpowiednik – Amata.

## Imieniny
- 8 maja, jako wspomnienie św. Amata Ronconiego;
- 31 sierpnia, jako wspomnienie św. Amata, biskupa Nusco[2];
- 13 września, jako wspomnienie św. Amata, opata z Remiremont i św. Amata, biskupa z Sionu.

## Odpowiedniki w innych językach
- łacina — Amatus
- język francuski — Aimé
- język hiszpański — Amado
- język włoski — Amato

## Znane osoby noszące imię Amat
- Aimé Anthuenis (ur. 1943), belgijski piłkarz i trener piłkarski
- Amado Avendaño, polityk meksykański, dziennikarz
- Amado Azar, były argentyński bokser
- Aimé Jacquet, francuski piłkarz i trener piłkarski
- Antti Amatus Aarne, fiński folklorysta, profesor uniwersytetu w Helsinkach
- Paul-Jacques-Aimé Baudry, francuski malarz
- Antoine-Aimé Dorion, kanadyjski polityk, prawnik i wydawca, dwukrotny współpremier rządu Prowincji Kanady
- Luigi Amat di San Filippo e Sorso, włoski kardynał